# Bellardia trixago
Bellardia trixago és l'única espècie de planta amb flors del gènere monotípic Bellardia, pertanyent a la família Orobanchaceae. Aquesta planta és originària de la conca mediterrània, però ha colonitzat altres llocs amb climes similars, com Califòrnia i parts de Xile, on és una espècie introduïda i mala herba.
És una planta anual,  hemiparàsita, fet força habitual a la família de les orobancàcies, que viu en erms terofítics i ambients ruderals, nitròfils. Se la pot trobar distribuïda àmpliament per contrades mediterrànies de tots els Països Catalans, encara que és més aviat rara.

## Descripció
Aquesta és una planta erecta que sovint supera el mig metre d'alçada. El seu fullatge és verd intens i esquitxat de glàndules i pèls. Les fulles dentades s'estenen sobre la meitat de la planta, amb la meitat superior de la tija ocupada per una inflorescència que s'estreny en un punt. La inflorescència té files de bràctees semblants a fulles, entre els quals emergeixen cridaners, els dos llavis de les flors encaputxades porpres i blanques (de vegades amb algunes taques grogues), cadascuna de més de dos centímetres d'ample. El fruit és una càpsula llisa, de color verd.
Bellardia trixago és una planta paràsita. Encara que aquesta espècie és  és verda i fotosintètica, és hemiparàsita i també es nodreix de les arrels d'altres plantes per extreure'n alguns nutrients.

## Taxonomia
El gènere Bellardia forma part d'un grup d'espècies hemiparàsites, bastant semblants entre elles que s'han reunit dins de la tribu Rhinantheae i que en algunes ocasions s'havien considerat part del gènere Bartsia, encara que actualment, després d'estudis moleculars i genètics es tendeix a separar-les en gèneres diferents:
- Bartsia trixago L. va ser descrita inicialment per Linné a la seva obra Species Plantarum (1753).
- Bellardia trixago (L.) All. va ser publicada el 1785 per Carlo Allioni[1]

Tota les Rhinantheae havien estat considerades tradicionalment part de la família de les escrofulariàcies, fins que els estudis molèculars i genètics fets pel Grup per a la filogènia de les angiospermes van posar en evidència les relacions filogenètiques d'aquests gèneres amb la família de les orobancàcies.